# Danalite
La danalite (simbolo IMA: Dan) è un minerale raro della classe dei minerali dei "silicati e germanati" con composizione chimica Fe4[S|(BeSiO4)3], è quindi chimicamente un silicato di ferro-berillio con zolfo come anione aggiuntivo. Strutturalmente, la danalite appartiene alla famiglia dei tectosilicati e si trova nel gruppo dell'helvine.
La danalite è l'analogo del ferro dell'helvine contenente manganese (Mn4[S|(BeSiO4)3]) e genthelvite contenente zinco (Zn4[S|(BeSiO4)3]) e forma una serie di cristalli misti senza interruzioni con ciascuno di essi. La formula a cristalli misti è scritta in modo corrispondente come (Mn,Fe,Zn)4[S|(BeSiO4)3], per cui gli elementi indicati nella prima parentesi tonda possono sostituirsi l'uno all'altro, ma sono sempre nello stesso rapporto con gli altri componenti della formula.

## Etimologia e storia
La danalite è stata scoperta per la prima volta nelle cave di granito vicino a Rockport, nel Massachusetts e descritta nel 1866 da Joslah P. Cooke, Jr., che ha chiamato il minerale in onore del noto mineralogista James Dwight Dana.
Il campione tipo del minerale è conservato presso l'Università Harvard a Cambridge, nel Massachusetts (catalogo nº 85384) e il National Museum of Natural History di Washington (catalogo nº 124353), entrambi negli Stati Uniti e il Museo di storia naturale di Londra, in Inghilterra (catalogo nº 1976,422).

## Classificazione
Già nell'obsoleta, ma in parte ancora in uso, 8ª edizione della sistematica minerale secondo Strunz, la danalite apparteneva alla classe minerale dei "silicati e germanati" e lì alla sottoclasse dei "Tectosilicati con zeoliti", dove insieme a helvine e genthelvite e Helvin formava la "serie dell'helvine" con il sistema nº VIII/J.12.
La 9ª edizione della sistematica minerale di Strunz, valida dal 2001 e utilizzata dall'Associazione Mineralogica Internazionale (IMA), classifica la genthelvite nella categoria "9.F Tettosilicati senza H2O zeolitica". Questa divisione è anche ulteriormente suddivisa in base all'eventuale presenza di anioni aggiuntivi, in modo che il minerale possa essere trovato nella suddivisione "9.FB Tettosilicati con anioni aggiuntivi" in base alla sua composizione, dove si trova insieme a bicchulite, kamaishilite, kircherite, kyanoxalite, tsaregorodtsevite, tugtupite, vladimirivanovite, genthelvite, haüyne, helvine, lazurite, nosean e sodalite con le quali forma il "gruppo della sodalite-danalite" con il sistema nº 9.FB.10.
Anche la sistematica dei minerali secondo Dana, che viene utilizzata principalmente nel mondo anglosassone, classifica la genthelvite nella classe dei "silicati e germanati" e lì nella sottoclasse dei "Tectosilicati: reticoli Al-Si"; qui li si trova insieme a helvine e danalite nel "gruppo dell'helvine" con il sistema nº 76.02.04 nell'ambito della suddivisione "Tectosilicati: reticoli Al-Si, rappresentanti dei feldspati e specie affini".

## Abito cristallino
La danalite cristallizza nel sistema cubico nel gruppo spaziale P43n (gruppo nº 218) con il parametro del reticolo a = 8,23 Å e due unità di formula per cella unitaria.

## Origine e giacitura
La danalite si forma magmaticamente in graniti e pegmatiti granitiche o idrotermicamente in gneiss e skarn. A seconda del luogo in cui è stata trovata, i minerali di accompagnamento includono albite, cassiterite, pirite e muscovite in pegmatiti contenenti stagno; granato, fluorite e magnetite (in skarn) o arsenopirite, clorite e quarzo (in depositi idrotermali).
Essendo una rara formazione mineraria, la danalite è stata rilevata solo in circa 60 siti. Oltre alla sua località tipo, Rockport, il minerale è stato trovato in diversi luoghi intorno a Gloucester nel Massachusetts. È stato trovato, sempre negli Stati Uniti, anche a Jerome nella contea di Yavapai, in Arizona; nel distretto di Cheyenne e a Stove Mountain nella contea di El Paso, Colorado; in diverse località della contea di Carroll, nel New Hampshire; a Victorio nella contea di Luna, a Iron Mountain nella contea di Sierra e nella miniera di Harding nella contea di Taos, tutte nel Nuovo Messico.
In Germania, la danalite è stata trovata solo a Krennbruch nel comune di Saldenburg, nella Bassa Baviera, e a "Schurf 24" presso Schwarzenberg vicino a Pöhla in Sassonia, nei Monti Metalliferi.
L'unico sito conosciuto in Austria è la cava "Poschacher" vicino ad Artolz nel comune della Bassa Austria di Pfaffenschlag bei Waidhofen an der Thaya.
Altre località includono Argentina, Australia, Brasile, Cina, Finlandia, Giappone, Canada, Kazakistan, Norvegia, Russia, Svezia, Somalia e Regno Unito (Inghilterra, Irlanda del Nord).

## Forma in cui si presenta in natura
Il minerale di solito sviluppa cristalli ottaedrici o dodecaedrici fino a circa 10 centimetri di dimensione con una lucentezza simile al vetro o al grasso sulle superfici. Nella sua forma pura, la danalite è incolore e trasparente. Tuttavia, a causa della rifrazione multipla della luce dovuta a difetti di costruzione del reticolo o alla formazione policristallina, può anche apparire bianca e assumere un colore giallo, dal rosa al rosso o bruno-rossastro a causa di miscele estranee, per cui la trasparenza diminuisce di conseguenza.